# The Rain (serie televisiva)
The Rain è una serie televisiva danese ideata da Jannik Tai Mosholt, Esben Toft Jacobsen e Christian Potalivo. È la prima serie danese prodotta da Netflix. Gli episodi della prima stagione sono stati resi pubblici il 4 maggio 2018. Il trailer è stato diffuso il 21 marzo dello stesso anno.

## Trama
In Danimarca cade una pioggia catastrofica, che inizia a decimare la popolazione. Simone e Rasmus, due fratelli danesi figli di uno scienziato della Apollon, rimangono per 6 anni chiusi in un bunker costruito da quest'ultimo. Dovendovi uscire per cercare dei resti di civiltà, incontrano un gruppo di giovani sopravvissuti, e insieme partono per la ricerca attraverso la Danimarca abbandonata. Liberati dal loro passato collettivo e dalle regole della società, il gruppo ha la libertà di essere ciò che vuole essere. Nella loro lotta per la sopravvivenza, scoprono che anche in un mondo post-apocalittico c'è ancora amore, gelosia, età avanzata e molti dei problemi che pensavano di aver lasciato con la scomparsa del mondo che un tempo conoscevano.

## Episodi
| Stagione         | Episodi | Pubblicazione Danimarca | Pubblicazione Italia |
| ---------------- | ------- | ----------------------- | -------------------- |
| Prima stagione   | 8       | 2018                    | 2018                 |
| Seconda stagione | 6       | 2019                    | 2019                 |
| Terza stagione   | 6       | 2020                    | 2020                 |

## Personaggi e interpreti

### Personaggi principali
- Simone Andersen (stagioni 1-3), interpretata da Alba August, doppiata da Margherita De Risi.
- Rasmus Andersen (stagioni 1-3), interpretato da Lucas Lynggaard Tønnesen, doppiato da Tommaso di Giacomo.
- Martin (stagioni 1-3), interpretato da Mikkel Følsgaard, doppiato da Guido Di Naccio.
- Patrick (stagioni 1-3), interpretato da Lukas Løkken, doppiato da Alex Polidori.
- Lea (stagioni 1-2), interpretata da Jessica Dinnage, doppiata da Roisin Nicosia.
- Jean (stagioni 1-3), interpretato da Sonny Lindberg, doppiato da Simone Veltroni.
- Beatrice (stagione 1), interpretata da Angela Bundalovic, doppiata da Elena Liberati.
- Sten (stagioni 2-3, ricorrente stagione 1), interpretato da Johannes Bah Kuhnke, doppiato da Dario Oppido.
- Fie (stagioni 2-3), interpretata da Natalie Madueno, doppiata da Mattea Serpelloni.
- Sarah (stagioni 2-3), interpretata da Clara Rosager, doppiata da Lavinia Cipriani.
- Kira (stagioni 2-3), interpretata da Evin Ahmad, doppiata da Valentina Perrella.
- Daniel (stagione 3), interpretato da Rex Leonard, doppiato da Lorenzo Crisci.

### Personaggi ricorrenti
- Frederik Andersen (stagioni 1-2), interpretato da Lars Simonsen, doppiato da Massimo Lodolo.
- Thomas (stagioni 1-2), interpretato da Jacob Luhmann, doppiato da Paolo Maria Scalondro.
- Ellen Andersen (stagione 1), interpretata da Iben Hjejle, doppiata da Sabrina Duranti.
- Rasmus da giovane (stagioni 1-3), interpretato da Bertil De Lorenzi, doppiato da Alberto Vannini.
- Jakob (stagione 2), interpretato da Anders Juul.

## Produzione
Netflix ha annunciato il 30 maggio 2018, che la serie sarebbe entrata in produzione per una seconda stagione alla fine del 2018 per poi essere pubblicata il 17 maggio 2019.
Il 19 luglio 2019 la serie viene rinnovata per una terza ed ultima stagione che è uscita il 6 agosto 2020, sempre da Netflix.

### Riprese
Le riprese della prima stagione della serie si sono svolte a fine giugno del 2017 in Danimarca e in Svezia.

## Accoglienza
La prima stagione della serie è stata accolta positivamente dalla critica. Su Rotten Tomatoes detiene un 81%, di gradimento, con un punteggio di 7,2 su 10 basato su 32 recensioni.